# Allan Pred
Allan Richard Pred, né le 28 juillet 1936 à New York et mort le 5 janvier 2007 à Berkeley, est un géographe et universitaire américain, professeur à l'université de Berkeley, reconnu pour ses contributions dans la diffusion des innovations, la croissance urbaine et le développement régional. 

## Biographie
Allan Richard Pred est né dans le Bronx, à New York en 1936 et étudie à l'Antioch College puis à l'Université de Pennsylvanie. Il obtient son doctorat en 1962 de l'université de Chicago où la nouvelle géographie quantitative est enseignée. Il est nommé professeur à l'université de Californie à Berkeley en 1971 et dirige le département de géographie de 1979 à 1988. Il prend sa retraite en 2006, ayant passé 44 ans à Berkeley. Il est l'auteur d'une vingtaine d'ouvrages et de nombreux articles et chapitres de livre.

Il rencontre à San Francisco en 1962 son épouse, Hjördis, originaire de Suède, pays dans lequel leur couple se rend chaque année, ce qui explique que Pred y soit particulièrement reconnu. Il décède le 5 janvier 2007 des suites d'un cancer du poumon.

## Publications

### Livres et monographies
- External relations of cities during "Industrial Revolution": with a case study of Göteborg, Sweden: 1868-1890 (1962)
- Spatial dynamics of U.S. urban-industrial growth, 1800-1914; interpretive and theoretical essays (1966)
- Behavior and location. Foundations for a geographic and dynamic location theory (1967)
- Urban growth and the circulation of information: the United States system of cities, 1790-1840 (1973)
- Systems of cities and information flows. Two essays. avec Gunnar Törnqvist.
- Major job-providing organizations and systems of cities (1974)
- City-systems in advanced economies : past growth, present processes and future development options (1977)
- Urban growth and city systems in the United States, 1840-1860 (1980)
- Place, practice, and structure : social and spatial transformation in southern Sweden, 1750-1850 (1986)
- Making histories and constructing human geographies : the local transformation of practice, power relations, and consciousness (1990)
- Lost words and lost worlds : modernity and the language of everyday life in late nineteenth-century Stockholm (1990)
- Reworking modernity : capitalisms and symbolic discontent avec Michael John Watts. (1992)
- Recognizing European modernities : a montage of the present (1995)
- Even in Sweden: Racisms, Racialized Spaces, and the Popular Geographical Imagination (2000)

### Direction d'ouvrages
- Space and time in geography : essays dedicated to Torsten Hägerstrand" (1981)
- Violent geographies : fear, terror, and political violence avec Derek Gregory (2007)

### Articles
- « Place as Historically Contingent Process : Structuration and the Time-Geography of Becoming Places ». Annals of the Association of American Geographers 74 (1984), 279-297.
- « Somebody Else, Somewhere Else: Racisms, Racialized Spaces and the Popular Geo-graphical Imagination in Sweden », Antipode, 29 (1997), 383–416.
- « The Nature of Denaturalized Consumption and Everyday Life », in Bruce Braun and Noel Castree (eds.), Remaking Reality: Nature at the Millennium (London and New York: Routledge, 1998), 153-172.
- « Memory and the Cultural Reworking of Crisis: Racisms and the Current Moment of Danger in Sweden, or Wanting it Like Before », Society and Space, 16 (1998), 635-664.
- « Unspeakable Spaces: Racisms Past and Present on Exhibit in Stockholm, or the Unad-dressable Addressed », City & Society, 13 (2000), 119-159.

## Hommages et distinctions
- Médaille Anders Retzius par la Société Suédoise d'Anthropologie et de Géographie en 1991
- Académie polonaise des sciences
- Association of American Geographers, en 1978 et en 2005
- Membre correspondant de la British Academy (2005)
- Willy Brandt Professorship en 2001 à l'université d'Uppsala
- Docteur honoris causa de l'université d'Uppsala en Suède en 1992
- Professeur invité à l'École pratique des hautes études et à l'université de Lund.